# Vallon de Saint-Martin
Le vallon de Saint-Martin, appelé aussi communément « vallon druidique », est situé sur le territoire de la commune d'Escles dans les Vosges, en France. Ce site est réputé pour ses vestiges légendaires, notamment le cuveau des Fées, la fontaine le Bœuf et la grotte Saint-Martin.
Lieu façonné par une tradition millénaire de cultes religieux et de pèlerinage, il intrigue toujours les historiens dont les fouilles archéologiques n'ont pas permis de confirmer les théories actuelles. Les présences celte puis gallo-romaine ont inspiré une légende tenace de rituels druidiques voire de sacrifices humains, remis en cause à la fin du XXe siècle. La chapelle, vestige d'un ermitage, et de nombreux signes de la christianisation du vallon montrent la volonté de supplanter les cultes païens lors des premiers siècles de notre ère.

## Géographie
Le vallon de Saint-Martin est situé sur le territoire de la commune d'Escles, en bordure de la grande forêt de la Vôge, région naturelle s'étendant, comme pays de transition, entre les Hautes-Vosges granitiques au sud-est et la Plaine au nord-ouest ; le relief en est médiocre. C'est dans ce vallon, sur la commune de Vioménil, que se trouve la source du Madon, au pied du Ménamont (467 m), le point culminant des monts Faucilles.

## L'ermitage Saint-Martin
La présence humaine est attestée dès l'époque préhistorique, bien avant la christianisation de la région. L'ermitage Saint-Martin, situé dans une clairière traversée par le Madon, comporte une petite chapelle de construction récente (1958), une grotte profonde et trois fontaines. La dédicace à saint Martin pourrait faire remonter la fondation de cet établissement à la fin du Bas-Empire ou au début du Haut Moyen Âge, car on utilisait souvent ce nom pour la réutilisation d'un sanctuaire païen .

### Le culte de l'eau
La ligne de partage des eaux entre le cours de la Saône, affluent du Rhône et celui du Madon, affluent du Rhin, séparait le peuple des Leuques au nord et celui des Séquanes au sud. Ainsi, l'ermitage garde peut-être le souvenir des pratiques cultuelles païennes que le christianisme a cherché à effacer. D'après les Annales de Tacite, ce secteur avait retenu l'attention des ingénieurs romains. On trouve trois fontaines dans le vallon. Elles sont sanctifiées et la tradition leur prête des vertus curatives. La fontaine Sainte-Barbe est réputée pour soigner les maladies de peau. Dans les Vosges, à Saint-Baslemont, une autre fontaine a ces propriétés.
Il ne subsiste de la fontaine Sainte-Claire qu'un petit bassin brisé. Son eau était censée guérir les maladies des yeux. Le patronage de la même sainte se retrouve à Ban-de-Laveline et au Saint-Mont. Claire est à mettre en relation avec l'adjectif latin clarus, clair, brillant. Or, à Escles, le lundi de Pentecôte, avait lieu un pèlerinage appelé Kyriçolos qui se faisait en présence de l'abbesse de Remiremont, seigneur du domaine d'Escles. Les pèlerins venaient s'y laver les yeux.

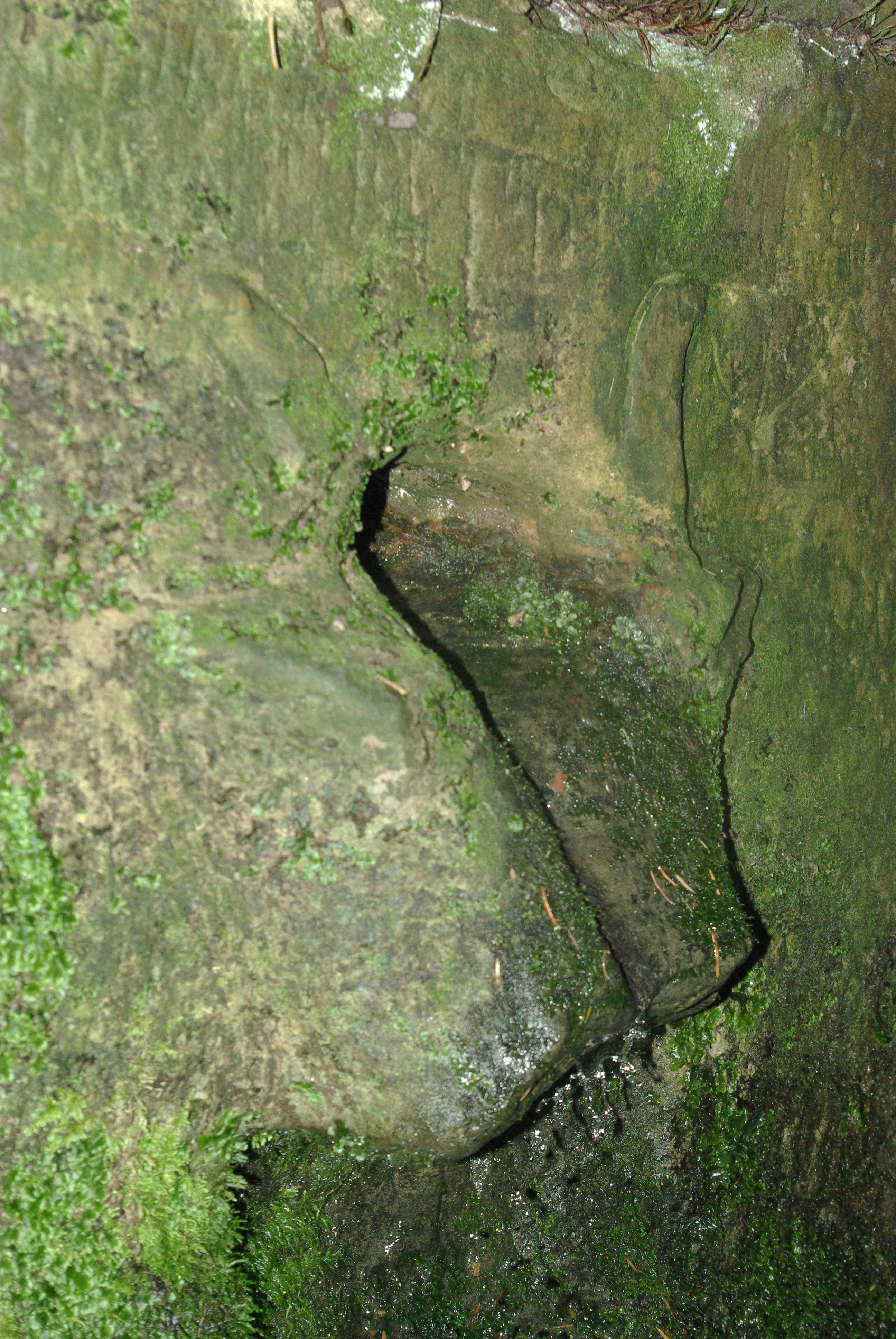
Fontaine Le Bœuf (détail).

Quant à la troisième, appelée « fontaine Le Bœuf », elle présente à l'endroit où s'écoule l'eau une tête de bœuf sculptée surmontée d'un fronton de forme trapézoïdale. La pierre de faîte a été dérobée dans les années 1980, mais a été remplacée en 1996 par une reproduction qu'un sculpteur local a faite à partir d'anciennes photographies. Elle est décorée de bas-reliefs représentant une crosse, une mitre et un pendentif orné d'une croix. Il pourrait s'agir d'attributs érémitiques de la confrérie de Saint-Antoine. D'autres affirment qu'étaient visibles les insignes de l'évêché de Remiremont, effacés aujourd'hui. Cette fontaine verse ses eaux dans un vaste bassin avant de rejoindre le Madon. Toutes ces sources, avec le Madon, alimentaient un étang dont la digue sert de fondation au chemin actuel. Les trois puits situés dans la grotte Saint-Martin sont en eau et la chapelle est placée au centre d'un axe s'étirant de ceux-ci aux bassins de la fontaine Sainte-Barbe. L'eau est donc un élément omniprésent de ce site.

### Les origines incertaines de l'ermitage

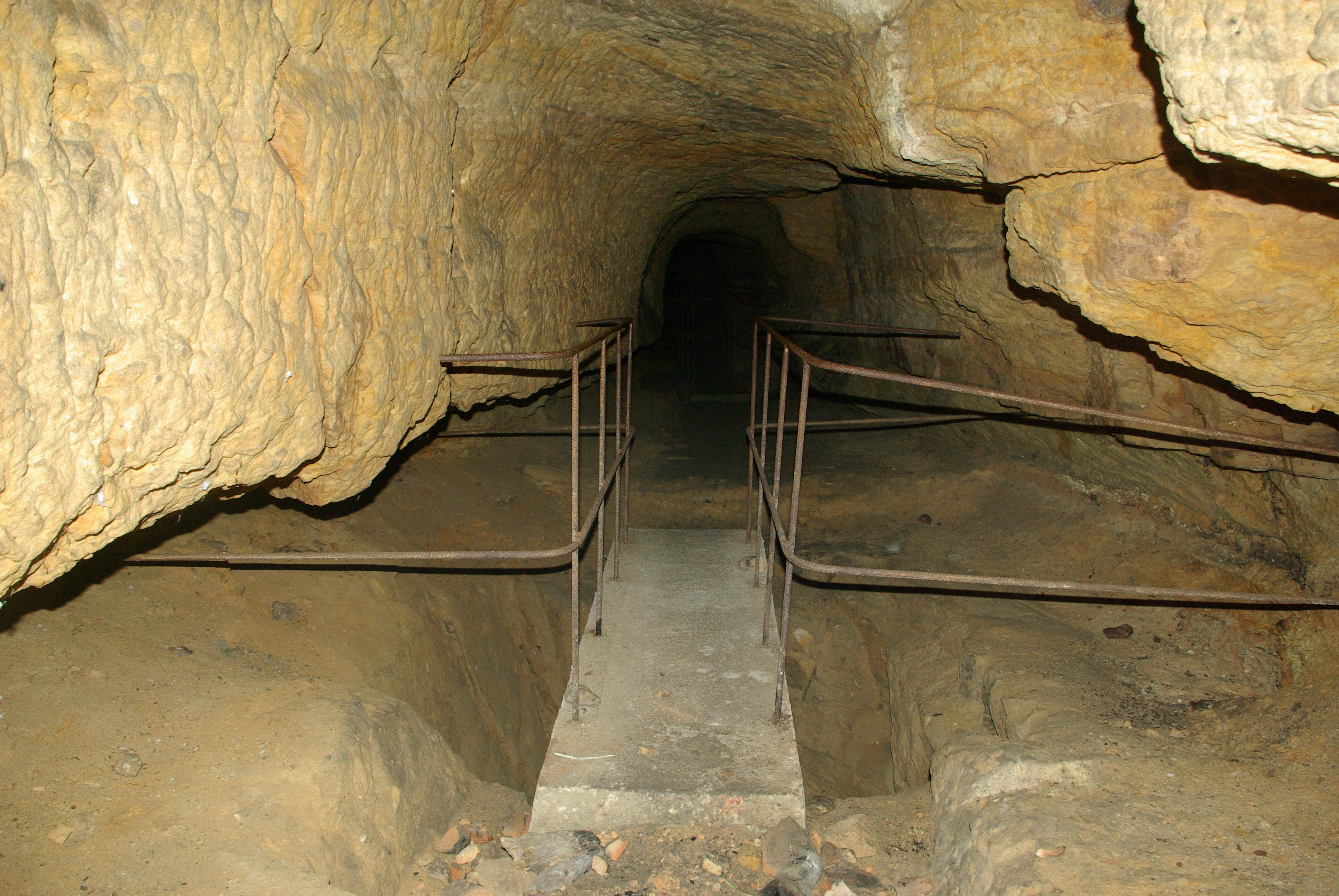
Vue de l'intérieur de la grotte.

L'hypothèse formulée par le capitaine Larose est la plus connue. Selon lui, Salaberge, fille du duc Gondoin d'Alsace, et Boson, officier de la cour de Dagobert[Quoi ?], seraient les fondateurs au VIIe siècle de la chapelle primitive, sans qu'aucun texte ne vienne prouver ce propos. La tradition rapporte qu'une chapelle était située devant la fontaine Le Bœuf. Une petite plate-forme est effectivement visible au sud en contrebas de la fontaine où l'on aperçoit quelques moellons épars. Mais la proximité de l'arrivée d'eau ne préjuge pas de la fonction religieuse du bâtiment. En revanche, la grotte Saint-Martin pouvait constituer assurément un type d'habitat propre à la vie érémitique. Une cellule pouvait être faite avec une grotte ou un abri sous roche, fermé à son entrée, pour se retirer du monde. En face de la grotte, sur le versant opposé, une plate-forme comporte des traces d'aménagement.
D'autres hypothèses ont été formulées quant à l'utilisation de la grotte de Saint-Martin et de ses quatre puits. En 1566, le justicier des mines[Quoi ?] de Bussang la visita sur invitation de la chambre des comptes de Lorraine. Mais l'hypothèse minière n'est pas valable au regard du peu d'importance des traces d'oxyde de manganèse. L'hypothèse la plus répandue et la plus argumentée reste celle de la vocation cultuelle, avec des puits servant aux ablutions. La présence des restes d'une vasque est remarquable ; elle servait à recueillir l'eau de suintement de la paroi rocheuse, ce qui rappelle les temples souterrains du monde antique. La répartition des puits selon le nombre d'or[Quoi ?] est également à prendre en considération. Enfin, une hypothèse moins poétique fut faite : celle de puits de glacière, le porche à l'entrée de la grotte pouvant la transformer en « piège à froid » naturel, à l'image des puits-glacières du Sud de la France.

### Les ermitages desXVIeetXVIIesiècles
De nombreux ermitages apparaissent à cette époque dans le diocèse de Toul ; on suppose donc que c'est durant cette période que le site de Saint-Martin fut utilisé comme tel. La peste et la guerre de Trente Ans provoquèrent l'abandon des ermitages et le dépeuplement des villages. Des brigands purent alors les occuper comme le montre par exemple le témoignage de l'abbé Idoux. Cependant le fait que des vagabonds trouvaient refuge dans un ermitage n'est pas propre à Saint-Martin ; cela vaut pour ceux de Viacelle (entre Socourt et Gripport), de Roche (commune de Vouxey) et de Médonville.

### La chapelle duXVIIIesiècle
La petite chapelle et le logement attenant de l'ermite furent probablement construits ou remaniés en 1752, car cette date figurait sur le linteau de la porte d'entrée. À partir de 1758, les ermites de Saint-Martin appartiennent à la congrégation de Saint-Jean-Baptiste et leur nomination relève de l'église d'Escles. D'après le chanoine Laurent, des éléments d'ogive de la voûte paraissent dater de la fin du XIVe, du XVe et du XVIe siècle, supposant ainsi un réemploi des pierres d'une chapelle ruinée. À l'intérieur du sanctuaire, on pouvait voir, outre un retable polychrome, une statue de saint Martin du XVIe siècle, désormais conservée au village d'Escles et classée à l'inventaire des monuments historiques depuis 1982.
À la Révolution française de 1789, l'ermitage fut vendu comme bien national et, en 1800, l'évêque de Toul y interdit le culte. L'ermitage changea maintes fois de propriétaire puis la chapelle fut démolie vers 1937 et ses pierres réutilisées dans la construction d'un hangar esclonien. La fête religieuse, champêtre et foraine du lundi de Pentecôte disparaît alors.

### La reconstruction
Sous l'impulsion des habitants d'Escles, une nouvelle chapelle est reconstruite en 1958, devant la grotte, à l'emplacement de la précédente. Le vallon retrouve alors sa vocation religieuse et accueille à nouveau les pèlerins pour une fête sylvestre chaque premier dimanche d'août et la cure d'eau de la fontaine Sainte-Claire reprend pour les promeneurs.

## Le cuveau des Fées

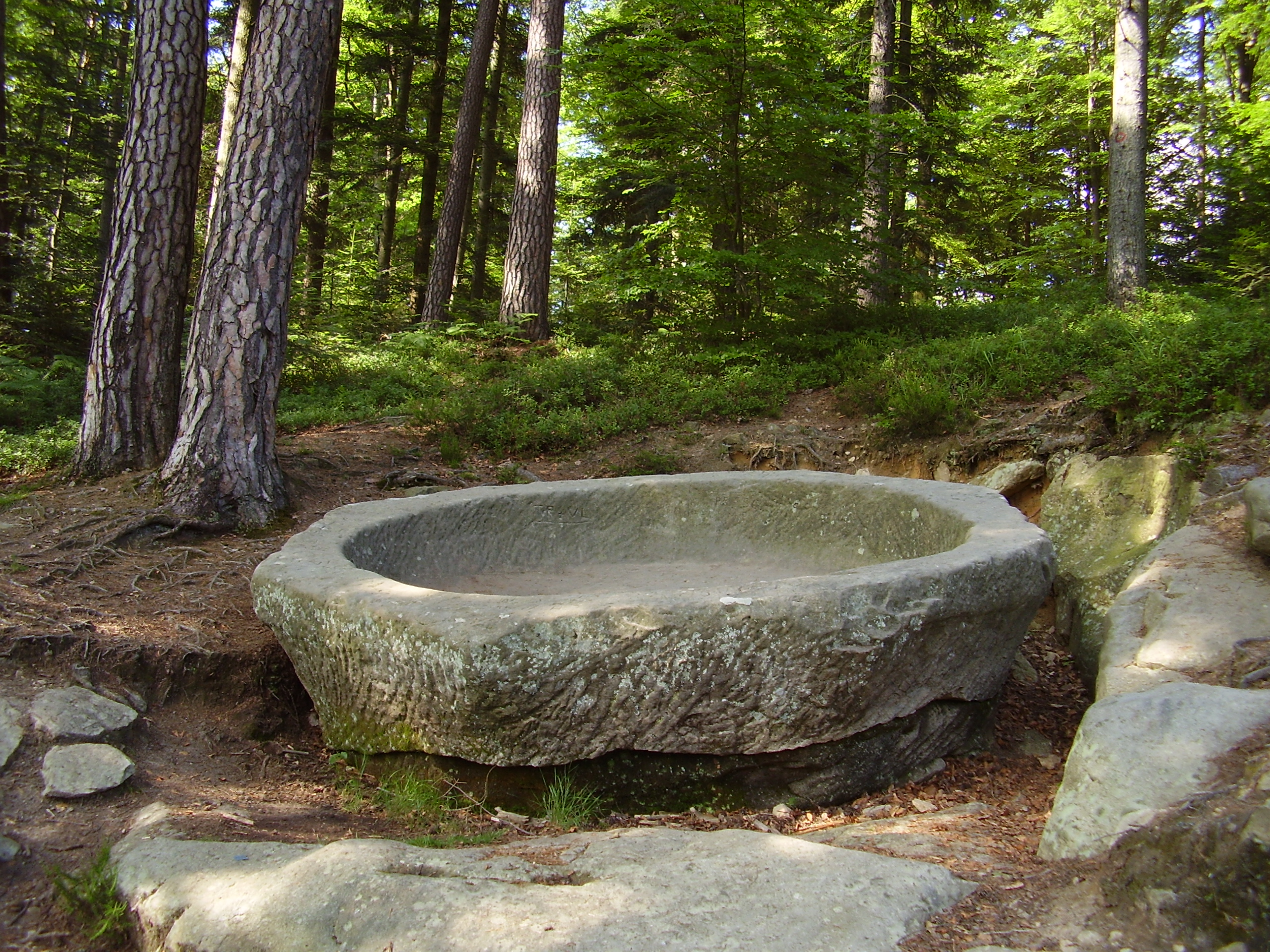
Le cuveau des Fées après les fouilles (juin 2006).

En 1820, un notaire de Darney, Charles-Louis Mangin, fit un rapport sur le cuveau des Fées qu'il adressa à la commission des Antiquités des Vosges. Situé à flanc de coteau près de la source du Madon, il a été taillé d'un seul tenant dans le banc de grès, manifestement à l'endroit où il repose.
Sa forme intérieure circulaire a un diamètre de trois mètres et une profondeur de 45 cm et son pourtour extérieur forme un octogone presque régulier avec des côtés oscillant entre 140 cm et 165 cm. Parmi de nombreux graffitis récents, deux gravures dignes d'intérêt ressemblent à des rosaces, en réalité des croissants insérés dans des cercles. Ces pétroglyphes tracés au compas pourraient être les signatures des ouvriers qui ont taillé ce monolithe. En face du cuveau, sur le versant opposé, se trouve un ensemble de rochers nommé communément « amphithéâtre », ce qui ne doit pas laisser supposer qu'on y admirait quelconque spectacle. Outre l'hypothèse Mangin de pierre à sacrifice gauloise (cf. infra) d'autres hypothèses plus probantes sont avancées pour l'utilisation de la cuve : support de meule, auge de fontaine ou piscine baptismale.

### L'hypothèse du support de meule
Le principe de la meule verticale qui tourne sur un socle circulaire fixe (appelé ribe) est connu. Le mouvement est donné par un homme ou par un animal de trait. Dans ce cas, le cuveau était destiné à être livré, l'inclinaison du terrain empêchant son utilisation. Un défaut d'homogénéité dans la roche, découvert au moment de la taille, aurait fait avorter ce projet et la pierre abandonnée sur place pour cette raison. Même si cette hypothèse semble plausible, la forme polygonale de l'objet ne favorise pas le travail circulaire. Le caractère utilitaire d'une meule n'avait pas grand besoin de décorations ou de symbolisme et de fait aucune trace de meule n'est observée dans le cuveau.

### L'hypothèse de l'auge de fontaine
Sa forme de récipient peut inciter à voir le cuveau comme un réceptacle à eau, car la source du Madon est à cent mètres en amont. Les sources ont toujours été vénérées et les plus importantes souvent aménagées (Sainte-Barbe, Sainte-Claire, Sainte-Cécile et la fontaine Le Bœuf dans le vallon) et même si la source du principal cours d'eau était instable, pourvue de plusieurs points de sortie dont les débits variaient avec les saisons, cela peut être envisagé.
La forme octogonale de cette éventuelle auge de fontaine n'est pas invraisemblable comme le montre l'exemple de la source Sainte-Odile au mont Sainte-Odile (Bas-Rhin). Toutefois cette dernière est quatre fois plus petite et l'intérieur est cylindrique.

### L'hypothèse de la piscine baptismale
Roger François et le chanoine Marcel Albiser préfèrent l'hypothèse d'une cuve baptismale. Les arguments sont nombreux pour soutenir cette thèse.
Tout d'abord sa forme géométrique particulière — le symbolisme du nombre 8 est important dans la religion chrétienne. Cette figure fut très utilisée pour la construction d'églises et de piscines baptismales.
De plus, la taille du cuveau des Fées, d'un diamètre de quatre mètres, correspond aux dimensions des premiers fonts baptismaux dans lesquels les baptêmes étaient pratiqués par immersion et les eaux du Madon pouvaient pourvoir à la cérémonie.
Un dernier indice qui tendrait à montrer que cette pièce unique est un vestige des baptêmes paléochrétiens dans le Nord-Est de la France est la situation du cuveau. Dans l'Antiquité, Escles était une agglomération gallo-romaine, un vicus situé sur la voie qui reliait la Saône à la Moselle. Cette voie, associée à une route militaire provenant de Besançon, a pu, dès le IIIe siècle, permettre au christianisme de s'infiltrer dans la Vôge par l'intermédiaire des marchands et des soldats convertis. En effet, au Bas-Empire, cette religion était essentiellement urbaine car elle atteignait d'abord les vici situés sur les voies de communication ; mais son implantation se faisait dans un premier temps extra-muros. De plus, la dédicace de l'église d'Escles, « l'invention de Saint Étienne », rappelle celle des églises primitives de Metz et de Toul[évasif].
Pour trancher la question des hypothèses relatives à l'utilisation du cuveau des fées, il faudrait savoir s'il a été taillé pour servir sur place ou pour être livré dans le secteur, ce qu'une fouille archéologique plus poussée pourrait résoudre.

## La légende druidique

### Origine et développements
Dans son mémoire sur le cuveau des fées, Mangin propose l'hypothèse que le monolithe avait pu être destiné aux sacrifices humains, pratiqués par les druides, même s'il annonce ne pas avoir trouvé de preuve tangible. On ne trouve pas de documents antérieurs faisant référence à cette légende et il faudra attendre une quinzaine d'années avant qu'elle prenne sa vigueur.

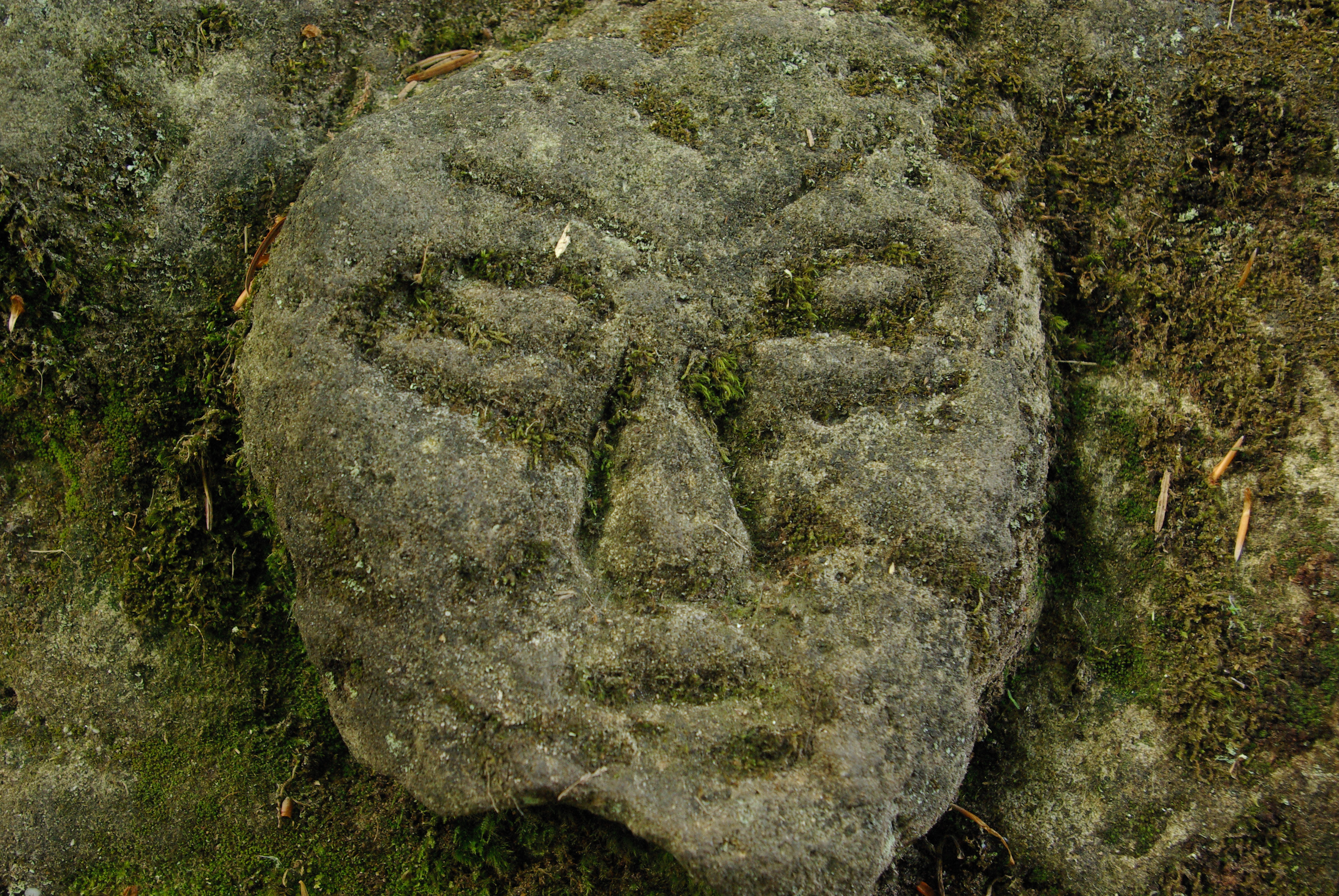
Tête sculptée visible sur un rocher du vallon.

En 1860, le maire d'Escles répond à une enquête dans laquelle il relate les deux traditions concernant le cuveau des Fées. La première raconte que des fées enchanteresses faisaient la lessive dans cette auge, tandis que la seconde reprend les idées de Mangin sur un cuveau servant à « recueillir le sang des victimes humaines ». Cette pseudo-tradition se renforça avec le temps, notamment par l'entremise d'une notice élaborée en 1861 par un instituteur de Vioménil, M. Barbier. La légende continua à faire son chemin ; E. Gley, dans sa Géographie des Vosges, indique la présence de monuments celtiques à Escles. En 1887, Léon Louis mentionne à nouveau le cuveau des Fées de « période gauloise ». Enfin, une monographie rédigée à l'occasion du centenaire de la Révolution française de 1789 par l'instituteur du village évoque la « pierre à sacrifice ». De « pierre druidique » (1907), elle devint même « centre religieux des druides ».
Mais c'est en 1929 que l'on rencontre pour la première fois la mention de « vallon druidique » dans le livret La Vôge avant les Romains du capitaine Larose, avec moult détails en plus : « les grottes mystérieuses de Saint-Martin, ses puits à ablutions, ses fontaines sacrées, sa pierre aux Chevaux et son refuge du Châtelet ». Le militaire annonce alors qu'il s'agit d'une « tradition constante et bien accréditée » qui fit dire à l'abbé Voinnson, curé d'Escles en 1908 : « le souvenir des druides s'est conservé assez général dans la population ». À partir de cette époque, des cartes postales sont éditées avec des druidesses habillées de blanc et hantant la grotte principale.
L’appellation connut alors une reconnaissance officielle. À partir de 1953, les visiteurs purent voir des panneaux « vallon druidique » installés et en 1976, l'IGN révisa ses cartes en ajoutant cette mention qui n'existait pas auparavant. Un écrivain local, Robert Pomel, inventa entre-temps, en 1969, une histoire du vallon qui reprend les idées de Larose.

### Remise en cause
Selon les spécialistes actuels, l'hypothèse primitive de Mangin est fort contestable et la littérature qui en découle est donc le plus souvent fantaisiste. On peut citer toutefois des personnes qui s'opposaient à cette hypothèse, à l'instar de Roger François qui ne voyait dans le cuveau qu'une piscine baptismale ou encore Marcel Albiser qui considérait le mot « druidique » comme une vue de l'esprit. L'occupation par les druides n'est donc toujours pas vérifiée par des preuves archéologiques et la présence de Celtes n'est que présomption.
Nombreux sont ceux qui au début du XXIe siècle remettent en cause l’appellation druidique. Il n'existe que trois légendes ayant trait à ce vallon : celle, moderne, de l'ermite Saint-Martin, celle des fées du cuveau et celle du chien de Berquenez, qui meurt après avoir attendu vainement son maître et sa pitance pendant sept ans. Cette histoire locale contemporaine n'a donc aucun rapport avec la période gauloise, moins encore avec les druides.

## Le châtelet
Situé sur un éperon rocheux escarpé et cerné par le Madon et deux de ses affluents, cet endroit possédait autrefois un petit château, dont la première mention remonte à 1793. En 1821, l'ingénieur Meschini visite le châtelet, en compagnie du maire d'Escles, à la suite des fouilles effectuées dans la commune. Il en fait ensuite un rapport détaillé. Toutefois à cette époque, seules des ruines subsistent et les vestiges de mur seront utilisés comme carrière par les habitants des alentours.
Selon les hypothèses récentes, on peut penser à un site fortifié protohistorique du type éperon barré, ce qui n'est pas prouvé par des recherches archéologiques. Une fouille de 1965 a permis de découvrir un petit puits carré construit en moellons dans la fosse la plus à l'ouest. Cet agencement rappelle les puits filtrants aménagés dans les châteaux médiévaux. On pense désormais qu'il s'agit d'une motte castrale.
Pour finir, il faut signaler à l'est, en rebord de plateau, un imposant monolithe naturel nommé la « pierre aux Chevaux » et qui surplombe le Madon d'une dizaine de mètres. À l'extrémité nord de l'éperon rocheux, se trouve une tête d'aigle taillée dans le banc rocheux par un sculpteur local à la fin des années 1980.

## Le mystère des pétroglyphes
Répartis dans tout le vallon, les pétroglyphes sont d'une grande variété. Ces signes gravés dans la pierre peuvent être regroupés en trois types : signes religieux, dessins et triples enceintes. On trouve tout d'abord une multitude de croix, signes religieux classiques, parsemant les roches, les abris ou les fontaines du vallon. Toutefois, on ne peut omettre la roche remarquable qu'est la pierre aux Croix. Située en aval du châtelet, cette pierre égratignée de centaines de petites croix pouvait être le témoin du passage de pèlerins se rendant à l'ermitage. On trouve également d'anciens graffitis (dates, noms de visiteurs).
Le deuxième type de pétroglyphes, les dessins, inspire plus de mystère, comme le prouve la pierre à l'Oiseau, près du cuveau des fées. Sans oublier la pierre à l'Autel où la « date 1723 » et les fleurs de lys font penser à un repère parcellaire. Les croissants et rosaces du cuveau viennent compléter le tableau.
Enfin, les triples enceintes, au nombre de dix dans la haute vallée du Madon, sont des gravures se présentant ordinairement sous la forme de trois carrés concentriques unis par des lignes médianes. En France, on en trouve essentiellement dans des sites religieux, comme l'abbatiale de Marmoutier ou la cathédrale d'Auxerre. Dans la région, des triples enceintes sont observables sur le site de l'ancienne collégiale de La Mothe (Haute-Marne), dans le chœur de l'église d'Outremécourt (Haute-Marne), dans le vallon de l'ermitage de Chèvre-Roche (Thuillères, Vosges), et près du sanctuaire du Grand-Donon.
Leur interprétation reste malaisée et les historiens en proposent plusieurs : marques de carriers, jeux gravés, signes religieux ou à vocation cultuelle sont des pistes évoquées. Le dessin de la triple enceinte s'apparente en effet au mandala hindou, mais aussi au plan du temple de Salomon tel qu'on le dessinait au XVe siècle,. Il pourrait également s'agir du dessin du gril du martyre de saint Laurent ou d'un labyrinthe destiné à égarer les mauvais esprits. C'est un vaste chantier d'investigation pour les passionnés de symbolisme.
La pierre a donc un grand rôle dans le vallon, non seulement par les signes montrant une volonté d'« exorcisme » vis-à-vis de sites qui semblent avoir été considérés comme païens par la tradition. Et un des aspects spécifiques de ce lieu est le grand nombre de sites d'extractions de la pierre qui le parsèment, même si ces carrières de grès ne devaient servir que pour la consommation locale ; il y eut environ une centaine de blocs monumentaux qui furent taillés.